# Homopolární generátor

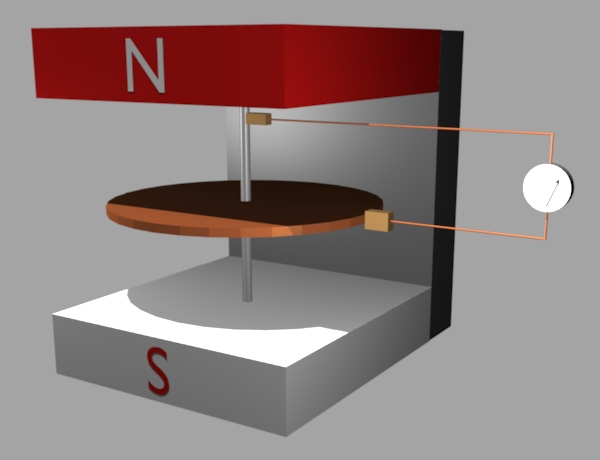
Faradayův disk

Homopolární generátor je stejnosměrný elektrický generátor.
Homopolární generátor je tvořen elektrickým vodivým diskem umístěným mezi dva axiálně magnetované kruhové magnety, které se vzájemně přitahují. Celá soustava se otáčí v rovině kolmé na vektor magnetické indukce statického magnetického pole. Potenciálový rozdíl je vytvořen mezi středem a obvodem disku. Směr indukovaného proudu je závislý na orientaci vektoru magnetické indukce pole vůči směru otáčení. Je též známý pod názvem unipolární generátor nebo Faradayův disk. Napětí je obvykle nízké, v řádu milivoltů až voltů v případě malých demonstračních modelů. Typickou vlastností pro homopolární generátor je schopnost dodávat vysoký stejnosměrný elektrický proud při nízkém napětí. To je způsobeno nízkým vnitřním odporem.
Teoreticky je fungování homopolárního generátoru vysvětleno pomocí Maxwellových rovnic.
Tyto rovnice jsou základem moderní elektrodynamiky a jsou považovány za nejlépe praxí prověřené. Některé typy experimentů však ukazují na jisté nesrovnalosti, které lze shrnout do fenoménu tzv. Faradayova paradoxu.